# Legge di Scania

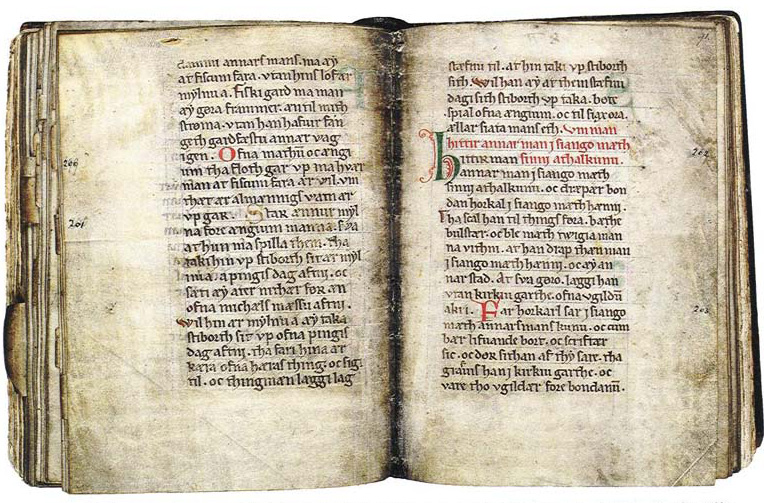
Il più antico manoscritto in vernacolo (B74) delle leggi di Scania e delle leggi ecclesiastiche di Scania, datato c. 1250, conservato nella Biblioteca Reale Svedese a Stoccolma

La Legge di Scania (in danese Skånske Lov, in svedese Skånelagen) è il più antico libro di leggi provinciali danesi e uno dei primi dei paesi nordici ad essere stato scritto. Esso era usato nella regione danese delle Terre di Scania, che a quel tempo comprendeva Scania, Halland, Blekinge e l'isola di Bornholm. Venne usato anche, per un breve periodo, nell'isola di Zelanda. Secondo alcuni studiosi, la sua prima stesura risalirebbe al 1202-1216, e intorno allo stesso periodo venne tradotto in latino dall'arcivescovo Anders Sunesen.
La legge di Scania è citata in diversi manoscritti medievali, e fra gli altri nel Codex Runicus datato intorno al 1300, scritto interamente in runico medievale. Il testo del Codex Runicus consta della Legge di Scania e della Legge ecclesiastica di Scania (Skånske Kirkelov), una descrizione dettagliata dell'amministrazione della giustizia concordata fra gli abitanti della regione della Scania e l'arcivescovo nel tardo XII secolo, e una sezione non pertinente al diritto, anche questa scritta in runico, ma da altra mano.
La Danimarca cedette la Scania alla Svezia con il trattato di Roskilde nel 1658, e dal 1683 in avanti, il governo svedese impose il rispetto dei costumi e delle leggi svedesi alle province ex danesi.

## Manoscritti

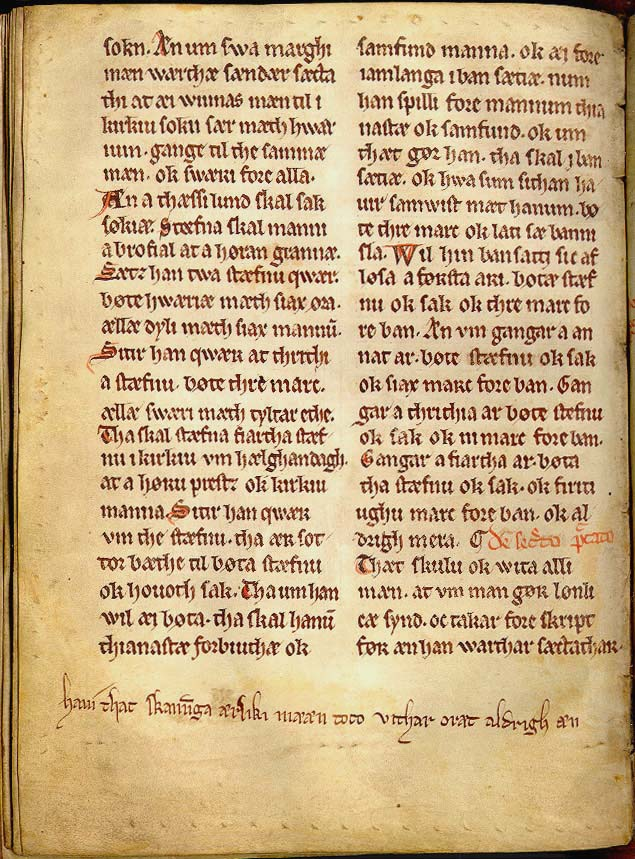
Versione dell'arcivescovo Anders Sunesen della Legge di Scania e della Legge Ecclesiastica di Scania, con le "skåningestrofe" al margine inferiore delle pagine.

I manoscritti della Legge di Scania sono collezioni di diritto consuetudinario praticato nella regione. Si tratta di registrazioni del vigente codice legale che affrontava temi quali il patrimonio, i diritti di proprietà, l'uso delle terre comuni, l'agricoltura, i diritti di pesca, il matrimonio, l'omicidio, lo stupro, gli atti di vandalismo e il ruolo delle diverse autorità. Nella parte più antica della legge, viene utilizzata la prova del fuoco come prova, ma i manoscritti della legge successiva riflettono l'influenza del decreto legislativo promulgato sotto Valdemaro II di Danimarca, poco dopo il IV concilio lateranense del 1215, con il quale venne abolita l'ordalia.
Oltre alle disposizioni che riflettono i vecchi costumi, i manoscritti contengono disposizioni di legge che dimostrano la crescente influenza della Corona di Danimarca. I diversi manoscritti sono caratterizzati da uno stato di modifica nel sistema legale durante e dopo il regno di Valdemaro II e talvolta contengono concetti contrastanti rispetto a quelli considerati validi ai sensi di legge. Secondo alcuni storici, dai manoscritti risulta evidente la battaglia ideologica che si svolge tra regalità e strutture dei poteri locali nei paesi nordici (Thing) durante questo periodo. La traduzione di Anders Sunesen usa il termine "patria" come equivalente di "regno", uso non comune del termine in Scandinavia in quel periodo. Patria spesso significa "tingområde", una regione unita per mezzo di un Thing, e secondo lo storico islandese Sverrir Jacobsson, l'uso del termine per indicare "regno" era una dichiarazione ideologica intendente a comunicare che "non si può avere altra patria che il regno". Jacobsson afferma che l'uso di patria in questo senso ha promosso un "patriottismo reale con connotazioni cristiane", supportato anche da Saxo Grammaticus in Gesta Danorum, un'ideologia che lentamente ottenne il riconoscimento in questo periodo. Questa ideologia real-centrica era in conflitto con il patriottismo espresso dagli abitanti delle diverse patrie nordiche, che invece sottolineavano la fedeltà soprattutto alle tradizioni della loro terra. Quando scoppiò una rivolta in Scania, contro le richieste del re di far prevalere gli ordini del governo rispetto a quelli delle assemblee della zona, i servi ai quali il vescovo Absalon aveva ordinato di reprimerla, si rifiutato di eseguire l'ordine che richiedeva il pagamento di un dazio più elevato al popolo rispetto al suo padrone. Simili lealtà alle Thing vennero espresse in Västgötalagen, dove il popolo originario della Svezia e Småland non era considerato "nativo", e la legge faceva differenza fra "alzmenn" e "ymumenn".

### Codex Runicus

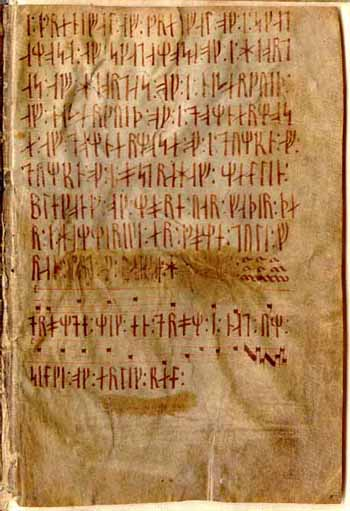
Codex Runicus, una pelle manoscritta del c. 1300, redatta interamente in alfabeto runico, contenente uno dei più antichi e meglio conservati testi della Legge di Scania e delle notazioni musicali antiche della Scandinavia.

Codex Runicus (AM 28 8vo) è il più famoso dei manoscritti, che vanno dal XIII al XV secolo, contenenti copie della Legge di Scania. La seconda parte del Codex Runicus è costituita da due brevi testi storici: un frammento della lista dei re danesi ed una cronaca che inizia con il leggendario re danese Frotho I, figlio di Hadingus e termina con Eric VI di Danimarca. Dopo i testi storici vi è una descrizione della più antica frontiera tra Danimarca e Svezia e nell'ultimo foglio, le note e le parole del pezzo di musica più antico conservato in Danimarca, versi accompagnati da notazione musicale su rigo di quattro linee - la prima notazione scritta in Scandinavia.

### Parafrasi latina
Un altro noto manoscritto è la versione in latino dell'arcivescovo Anders Sunesen, del XIII secolo (AM 37 4to), creata per i lettori stranieri. Secondo il linguista Einar Haugen, la versione in latino fu molto ostica per gli amanuensi del XIII secolo: "Nei suoi sforzi disperati di trovare gli equivalenti latini per i termini legali danesi, l'arcivescovo fu portato ad inserire espressioni in danese, descrivendole come se fossero così chiamate in materna lingua vulgariter, o natale ydioma, o vulgari nostro, o più spesso lingua patria. " AM 37 4to contiene anche una versione vernacolare della Legge ecclesiastica di Scania a cui deve gran parte della sua fama. In una nota a margine dell'epilogo della legge Ecclesiastica di Scania, del XIII-XIV secolo, una diversa mano ha aggiunto una nota detta Skåningestrofe (strofa di Scania"). Nel commento del giovane scriba si legge:
()

### Manoscritto Ledreborg
Un'altra versione della Legge di Scania è registrata nel volume composito Ledreborg 12 12mo (datato al XIV secolo), che contiene un adattamento della Legge di Scania per l'utilizzo all'interno della zona della giudicatura di Zelanda. A parte la legge e la legge ecclesiastica di Scania, il manoscritto Ledreborg comprende altro materiale legale di Scania: la versione di Eric V di Danimarca, decreto Vordenborg del 19 marzo 1282 e il decreto Nyborg per Scania del 26 maggio 1284.

### Manoscritto più antico
La più antica versione conosciuta si trova su un vellum manoscritto del 1225-1275 (SKB B74 o Cod Holm B74), conservato nella Swedish Royal Library a Stoccolma. Il manoscritto venne continuamente rimaneggiato e riedito fino al XVI secolo. Il primo foglio della Legge di Scania SKB B74 è mancante e sostituito da una versione scritta su carta nel XVI secolo. Oltre alla Legge di Scania, il manoscritto contiene decreti di pesca del XIV-XV secolo, di Margherita I di Danimarca ed Eric di Pomerania;  privilegi per la città di Malmö del 1415, 1446 e 1489; leggi sul commercio emanate da Cristiano III di Danimarca nel 1546 e una legge marittima medievale per Visby.
Il manoscritto SKB B74 è suddiviso in 234 capitoli, e contiene la più ampia e antica sezione della Legge di Scania. Tre dei capitoli della legge di Scania in questo manoscritto riguardano l'ordalia. In queste porzioni, lo scritto è influenzato dalla minuscola carolingia, con forme tipicamente arrotondate. Nello scritto appaiono capolettera decorati in rosso, giallo e verde. La datazione proposta dagli storici, in base al contenuto, è supportata da paleografi e linguisti. La lingua, nelle parti più antiche del manoscritto, conservava ancora gran parte della complessità grammaticale del norreno, sostantivi, aggettivi e pronomi sono declinati in quattro casi grammaticali, i sostantivi hanno tre generi grammaticali e i verbi hanno cinque modi grammaticali.
Il foglio 90 del manoscritto SKB B74 riguarda diritti di pesca e le procedure da seguire quando un contadino ha costruito un laghetto per la raccolta dell'acqua per far funzionare il suo mulino e lo stagno provoca inondazioni e distruzione nella terra degli altri agricoltori. Il foglio 91 tratta i crimini passionali mentre nel testo del foglio 91R si legge:
| "Hittir man annar man j siango mth sinnj athalkunu. oc dræpær bon dan horkal j siango mæth hænnj. Tha scal han til things føra. bæthe bulstær. oc ble mæth twigia man na vithni. at han drap thæn man j siango mæth hænnj. oc æy an nar stad. At swa gøro. læggi han vtan kirkiu garthe. ofna vgildum akri. Far horkarl sar j siango mæth annars mans kunu. oc cum bær lifuande bort. oc scriftær sic. oc dør sithan af thy sare. tha grafuis han j kirkiu garthe. oc vare tho vgildær fore bondanum." |

Basato su una moderna traduzione di Merete K. Jørgensen, il testo approssimato è: "Se un uomo trova un altro uomo a letto con la moglie, e lo uccide mentre è a letto con lei, prenderà le lenzuola, insieme a due uomini che testimonino l'avvenuta uccisione a letto con lei e non in un altro luogo. Quando questo è fatto, il morto deve essere posato all'esterno della chiesa sulla terra, e non vi sarà alcuna ammenda per l'uccisore. Se il fornicatore è ferito a letto con la moglie di un altro uomo e se sopravvive, fa una confessione ad un sacerdote e ottiene l'assoluzione, ma muore in seguito alle ferite, allora egli sarà sepolto nel cimitero e l'uomo non è tenuto a pagare alcuna ammenda per lui".

### Svedese
Un altro manoscritto medievale della Legge di Scania conservato a Stoccolma è lo SKB B69 4to del 1325, con una versione della legge scritta probabilmente da uno scriba di Malmö, secondo la linguista danese Britta Olrik Frederiksen. Il collegamento a Malmö è stato postulato "per spiegare un certo numero di passaggi linguisticamente eccentrici".
Una terza versione precedente della legge di Scania si trova nel manoscritto SKB B76 4to, anche anch'esso sito a Stoccolma, scritto intorno al 1325. Contiene parti di una prima versione della legge di Scania e la legge Ecclesiastica di Scania, pensate per essere vicine alle prime versioni registrate nel tardo XII secolo e all'inizio del XIII, che non sono state conservate. Lo SKB B76 4to è localmente denominato "manoscritto Hadorphian", dallo studioso svedese del XVII secolo, Johan Hadorph (1630-1693),  collega di Olof Rudbeck presso l'Università di Uppsala, che ha curato il manoscritto nel 1676. Johan Hadorph, assieme ad Olaus Verelius (1618-82), capofila del movimento svedese iperboreo, facevano parte dell'Accademia Svedese delle Antichità, istituita dal conte Magnus Gabriel De la Gardie. Alcuni dei manoscritti editi dall'Accademia Svedese delle Antichità vennero acquistati dalla vedova del professor Stephanius nel 1652 assieme ad altro bottino di guerra del 1658. Assieme a Polonia, Germania e Stati Baltici, la Danimarca fu il paese più colpito dalla depredazioni svedesi intraprese per portare la letteratura in Svezia durante le guerre del XVII secolo, in un momento in cui il paese "non ha soldi da spendere per nuove acquisizioni e ha limitato accesso alla letteratura di recente pubblicazione", secondo la Royal Library Svedese. Nell'articolo "Bottino di guerra come metodo di acquisizione", la biblioteca afferma che "il bottino di guerra è ha portato un incremento sostanziale alla nuova costituzione della biblioteca universitaria", anche se sono state la Boemia e la Moravia "a pagare il prezzo più salato". Le autorità svedesi hanno finora negato la maggior parte delle richieste di restituzione da parte di altri paesi. I rappresentanti della Biblioteca Reale di Svezia sostengono che «la restituzione dell'ex bottino di guerra può comportare il caos, con ambigue conseguenze giuridiche" e dichiarano che la biblioteca saprà invece "prendersi cura migliore degli oggetti in questione e li mette a disposizione del pubblico in quanto questi fanno ormai parte del nostro patrimonio culturale comune."
La biblioteca possiede grandi collezioni di manoscritti medievali provenienti da altri paesi e regioni, tra cui la più grande collezione di manoscritti islandesi fuori Islanda. Fanno parte della collezione il più antico manoscritto noto come Codice di Diritto dello Jutland (Jyske Lov), Cod Holm C 37, datato intorno al 1280. In alternativa al rimpatrio, il direttore della Biblioteca Reale di Svezia ha deciso di digitalizzare questo e alcuni altri manoscritti (tra cui il Codex Gigas). La Danish Royal Library a Copenaghen ha creato un sito web per visualizzare il facsimile digitale del codice di diritto dello Jutland e Internet fornisce quindi una forma di "rimpatrio digitale del patrimonio culturale", secondo Ivan Boserup, Custode dei Manoscritti e libri Rari della Biblioteca Reale di Copenaghen. Tuttavia, i manoscritti medievali Scania detenuti presso la Biblioteca Reale di Svezia non fanno parte del patrimonio culturale offerto al pubblico nelle versioni digitalizzate.
I file digitali di una versione del XV secolo della legge di Scania è fornito dal progetto manoscritti medievali della Biblioteca dell'Università di Lund - Conservazione e accesso presso la Biblioteca di San Lorenzo Digital Manuscript, Università di Lund, Scania.

## Contesto
Un certo numero di collezioni medievali scandinave della legge provinciale e nazionale sono stati conservati. Un manoscritto quasi intatto della legge Gulating norvegese è stato conservato nel Codex Rantzovianus (137 4to) del 1250, e tre frammenti precedenti di questa legge (AM 315e folio, AM 315f folio and NRA 1 B) sono stati datati al periodo tra il 1200 e il 1250 da alcuni studiosi e al 1180 da altri. Grágás (Grey Goose), il più antico codice islandese, è conservato in due vellum manoscritti intorno al 1250.
Come il codice della legge islandese, la legge di Scania non è stata messa per iscritto su iniziativa di un re. La Scania aveva il proprio parlamento, e i parlamenti regionali all'interno del paese. Le date citate di seguito sono le date della più antica copia esistente verificabile di alcuni codici di diritto danese, norvegese e svedese; varie leggi sono state rivendicate come più antiche e derivanti dalle leggi provinciali emanate dalle Thing chiaramente anteriori a queste leggi registrate. Nella seguente timeline, le linee blu indicano le leggi provinciali, mentre quelle rosa le nazionali.